# Neferhotep III.
Nefer-hotep III. war ein altägyptischer König (Pharao) der Zweiten Zwischenzeit.

## Einordnung
Die Einordnung dieses Herrschers ist unsicher. Jürgen von Beckerath sieht ihn als Herrscher der späten 13. Dynastie. Kim Ryholt ordnet ihn in die 16. Dynastie ein, die er als thebanische Dynastie sieht, und ordnet ihn einem König des Turiner Königspapyrus zu, von dem auf dem Papyrus noch Sechem-Re-s... zu lesen ist (11/3).

## Belege
Auf einer Stele aus dem Karnak-Tempel rühmt sich der Herrscher, dass er der „Leiter des siegreichen Thebens“ sei und dass er „Theben wieder erhoben habe, da es von Ausländern überflutet war“. Dies scheinen direkte Anspielungen auf kriegerische Ereignisse zu sein, in die sogar Theben involviert war. Diese wurden bisher meist mit der Ankunft der Hyksos in Verbindung gebracht, es scheint aber wahrscheinlicher, das sie mit einfallenden Nubiern zu tun haben (siehe Sobeknacht II.).
Der Herrscher ist ansonsten nur noch von einer Stele aus Gebelein und einem Block aus Elkab bekannt, der letztere Block zeigt Spuren einer Überarbeitung.